# ダン・マーリー
ダニエル・ルイス・マーリー（Daniel Lewis Majerle、1965年9月9日 - ）は、アメリカ合衆国・ミシガン州トラバースシティ出身のバスケットボール選手。身長198cm 体重98kg。ポジションはガード、フォワード。
所属チームは、フェニックス・サンズ（1988-1995年、2001-2002年）クリーブランド・キャバリアーズ（1995-1996年）マイアミ・ヒート（1996-2001年）ニックネームはサンダー・ダン。3ポイントシュートが得意でサンズで人気の高い選手だった。

## キャリア
中央ミシガン大学出身。1988年ソウルオリンピックで銅メダルを獲得。1988年のNBAドラフトで1巡目全体14位でサンズに指名される。ルーキー時に身長231センチのマヌート・ボルの頭上からパワフルなダンクを叩き込んだ。3年目のシーズンまではシックスマンで起用され、1990年からスターティングメンバーになる。1993年にはチャールズ・バークレー、ケビン・ジョンソンらとNBAファイナルに進出するが敗退する。1992年、1993年、1995年にはオールスターに選ばれた。90年代後半にはキャブス、ヒートに移籍。2001年に古巣のサンズに戻り引退した。また、1991年と1993年にはオールデフェンシブセカンドチームに選ばれている。
1994年に行われたバスケットボール世界選手権のドリームチームIIに選出されて優勝を果たしている。
2003年3月9日、サンズのリング・オブ・オナーに選ばれた。2006年、ミシガン州スポーツの殿堂、2017年、アリゾナ州スポーツの殿堂に選ばれた。
2003年のプレーオフにTNTでNBA解説者としてデビュー、その後、ESPNでも解説者を務めた。
2008年から2013年までフェニックス・サンズのアシスタントコーチを務めた。
2013年3月15日、グランドキャニオン大学のヘッドコーチに就任した。

## その他
- 現役時代に着用した9番はサンズの永久欠番となっている。
- フェニックスに、自身の名前を冠したレストラン・バーを経営。
- 妻Celestina Savocchiaとの間に3人の娘（Madison、McKenzie、Mia）を設ける。
- ゴルフが趣味で、セレブリティのゴルフツアーに出場したことがある。
- 映画ジェイクス・コーナーで俳優デビュー。